# Pandalina brevirostris
Pandalina brevirostris (Rathke, 1843) è un gamberetto della famiglia Pandalidae.

## Distribuzione e habitat
Reperibile nell'oceano Atlantico fino alla Norvegia e nel Mar Mediterraneo, attorno ai 20-30 metri di profondità ma anche fino a 1000 metri. È comune nel mare del Nord. Durante la notte si avvicina alla superficie.

## Descrizione
Presenta un rostro piuttosto corto e cromatofori rossi, arancioni o giallastri su uno sfondo pallido. Difficilmente supera i 3,3 cm. Somiglia a Pandalina profunda.

## Biologia

### Alimentazione
È onnivoro.

### Riproduzione
Il periodo riproduttivo è variabile ma rimane sempre tra giugno e settembre nel mar Mediterraneo.